# 舞鶴ふるるファーム
舞鶴ふるるファーム（まいづる ふるる ファーム）は、京都府舞鶴市瀬崎にある舞鶴市立の農業公園。正式名称は、舞鶴市農業公園。2006年（平成18年）7月22日に舞鶴市中心部から北にある大浦半島の一角に開園した。指定管理者制度に基づき、「株式会社農業法人ふるる」が管理運営を行っている。

## 概要
山の中にありながら海が望める公園として絶景である。晴れた日には冠島がくっきりと見ることができる。
安心・安全の地元産農産物をできる限り使用した60種類以上の自然食メニューのビュッフェスタイルの農村レストラン、加工体験、自然学習体験などができる手づくり工房、ファーマーズマーケット、立体多段式水耕栽培システムを導入して、車椅子の人も利用できるいちごハウス、17区画の滞在型市民農園（クラインガルテン）、21区画の日帰り農園、2棟のコテージ等の施設がある。
この施設は舞鶴市が設置した施設を指定管理者の選定を受けた株式会社農業法人ふるるが運営を行っている。
オリジナル商品として、肉じゃがコロッケ、肉じゃがまん、そして世界でもここだけの肉じゃがジェラードが肉じゃが3兄弟として人気を集めている。
トカラヤギ、ヒツジ、ミニブタのいるふるる牧場もある。特にミニブタのはなは愛きょうがあって来園者の人気者になっている。

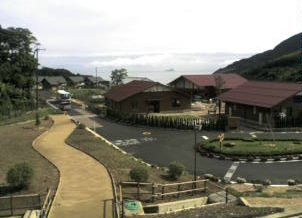
2006年7月、ふるるファーム近景

## 施設
ふるる交流体験ゾーン
- 農村レストランふるる（11:00 - 15:00、土、日は18:00 - 22:00も営業）
- ふるる手づくり工房
- ふるるマーケット（9:00 - 17:00）
- ふるる事務所

農場ゾーン
- いちごハウス
- 四季の野菜畑
- 芝生広場

星のふるる村ゾーン
- コテージ（2棟）
- クラインガルテン（17区画/年間契約）
- 日帰り農園（21区画/年間契約）

その他
- 駐車場（約80台）

## 所在地
- 京都府舞鶴市瀬崎60

## 交通アクセス
- 舞鶴若狭自動車道 舞鶴東ICから大浦半島方面へ約30分

## 周辺の名所・文化施設
- 舞鶴親海公園・エルマールまいづる
- 舞鶴自然文化園
- 舞鶴引揚記念館
- 舞鶴クレインブリッジ
- 松尾寺
- 金剛院
- 舞鶴市政記念館（12棟の煉瓦倉庫群）
- まいづる知恵蔵
- 赤れんが博物館
- 舞鶴赤れんが倉庫群
- 五老スカイタワー